# Dolichopus flaviciliatus
Dolichopus flaviciliatus är en tvåvingeart som beskrevs av Van Duzee 1921. Dolichopus flaviciliatus ingår i släktet Dolichopus och familjen styltflugor.
Artens utbredningsområde är Ontario. Inga underarter finns listade i Catalogue of Life.